# Северный полюс-28
Северный полюс-28 (СП-28) — советская научно-исследовательская дрейфующая станция. Работала в течение 978 суток в период с 21 мая 1986 года по 21 января 1989. На станции были проведены сейсмические исследования вдоль меридионального профиля протяжённостью 2500 км от Восточно-Сибирского моря до Гренландского моря. Эвакуация станции осуществлена атомным ледоколом Россия.

## Фильм
- ЦСДФ (РЦСДФ) (1987). «Из жизни на «Северном Полюсе». Документальный фильм.  49 мин. {{cite episode}}: |series= пропущен или пуст (справка)